# 月刊 哀川編集長
『月刊 哀川編集長』（げっかん あいかわへんしゅうちょう）は、大見武士による日本の漫画作品。『ヤングコミック』（少年画報社）にて2009年4月号より2013年2月号まで連載された。

## 概要
本作は2006年に連載されていた「ろ～ぷれ」の第2話に出てきた哀川さんを気に入った作者が、このキャラを元に新たに創作した作品である。

## ストーリー
コンビニ売りの成年向け漫画雑誌「コミックヤング」の新編集長となった哀川は、これまでＨ系雑誌の編集経験はおろか、男性と付き合った経験もない奥手で、エロが苦手な女性だった。編集部員の今井はそんな哀川と雑誌の今後に不安を感じるが、彼女の就任の日、終業後の編集部で、ふとした弾みに哀川の意外にエロ好きな一面を知り、そのまま肉体関係を持つ事となる。こうして恋人同士となった２人は、周囲には関係を隠しつつ、雑誌編集という仕事を通じて絆を深め合い、そしてより深いエロの世界へと突き進んでいく事となる。

## 登場人物
今井 敬介（いまい けいすけ）
本作の主人公で、H系漫画雑誌『コミックヤング』編集部員。会ったばかりの哀川編集長と付き合う事になる。編集部員としてのキャリアは５年になるものの、目立った実績などはない。そのため才気に溢れる哀川編集長に対して引け目を感じる事もあるが、根は誠実で努力家。
哀川 由美（あいかわ ゆみ）。
本作のヒロインで、『コミックヤング』編集長。少年漫画雑誌『少年チャンプ』の元副編集長で一千万部作家を育てる程の敏腕編集者であった。今井と付き合うまで、男性と付き合ったことは無かった。エロが全般的に苦手だったが、嫌悪していたり関心がなかったわけではない。今井と関係を持った後は、むしろ人並み以上にエロ知識の吸収に積極的になっている。
巴 真弓（ともえ まゆみ）
『コミックヤング』編集部員。巨乳。編集部や担当作家、友人たちの間でも男性経験の豊富なエロキャラと認知されているが、実は交際の経験すらもない耳年増の処女である。
木村 健生（きむら たけお）
『コミックヤング』編集部員。今井の後輩。事あるごとにエロ文化に関して大袈裟な講釈をしたり、話を無意味に膨らませたりするお調子者。その割にさほど仕事熱心ではなく、何かとサボりの口実を探す。なぜか酔うと弱気なキャラになり、飲み会ではいつも巴のおもちゃになっている。
梶原 純子（かじわら じゅんこ）
新人漫画家。今井が担当している漫画家が原稿を落とした際、たまたま持ち込んだ作品が代原として『コミックヤング』に掲載され、その作品でアンケートで一位を獲得した。

## 書誌情報
- 大見武士 『月刊 哀川編集長』 少年画報社〈ヤングコミックコミックス〉、全6巻
  1. 2009年11月10日発売、ISBN 978-4-7859-3260-2
  2. 2010年7月 9日発売、ISBN 978-4-7859-3414-9
  3. 2011年3月10日発売、ISBN 978-4-7859-3581-8
  4. 2011年11月10日発売、ISBN 978-4-7859-3734-8
  5. 2012年7月10日発売、ISBN 978-4-7859-3878-9
  6. 2013年3月11日発売、ISBN 978-4-7859-5003-3